# محمد أمجد
محمد أمجد (1 ديسمبر 1988 - ) (بالإنجليزية: Mohammed Amjad)‏ هو لاعب كريكت بريطاني.

## وصلات خارجية
- محمد أمجد على موقع إي آس بي آن كريك إنفو (الإنجليزية)